# Harcharan Singh
Harcharan Singh, född den 15 januari 1950 i Marar, Indien, är en indisk landhockeyspelare.
Han tog OS-brons i herrarnas landhockeyturnering i samband med de olympiska sommarspelen 1972 i München.